# Dark Horse (canção)
"Dark Horse" é uma canção da cantora norte-americana Katy Perry, gravada para o seu quarto álbum de estúdio, Prism. Conta com a participação do rapper Juicy J e foi composta pelos dois intérpretes com o auxílio de Max Martin, Lukasz Gottwald, Henry Walter e Sarah Theresa Hudson, sendo que a produção ficou a cargo de Martin, Dr. Luke e Cirkut. Originalmente, o seu lançamento ocorreu a 17 de Setembro de 2013 na iTunes Store, servindo como primeiro de dois singles promocionais para divulgar o disco e precedendo a "Walking on Air".
Dois dias depois de ser disponibilizada digitalmente, entrou diretamente na décima posição da tabela musical da Nova Zelândia, NZ Top 40 Singles Chart. Atualmente, regista 11 milhões de unidades de venda certificadas pela RIAA, apenas em solo norte-americano. Posteriormente, acabou por ser escolhida como terceiro single do disco e enviada para as rádios norte-americanas a 17 de Dezembro do mesmo ano, através da Capitol Records. A canção ficou entre os singles mais baixados em 2014, segundo dados da IFPI, e atualmente a canção possui aproximadamente 18 milhões de copias vendidas no mundo . Em junho de 2015, o vídeo oficial da canção alcançou mais de 1 bilhão de visualizações no YouTube, tornando-se o primeiro vídeo de uma mulher a atingir esta marca, e o 3º colocado no ranking geral nessa época, tendo ficado atrás apenas de "Gangnam Style", canção do artista Psy (com mais de 2,3 bilhões de visualizações), e de "Baby", canção de Justin Bieber (com mais de 1,1 bilhões de visualizações).

## Antecedentes e lançamento

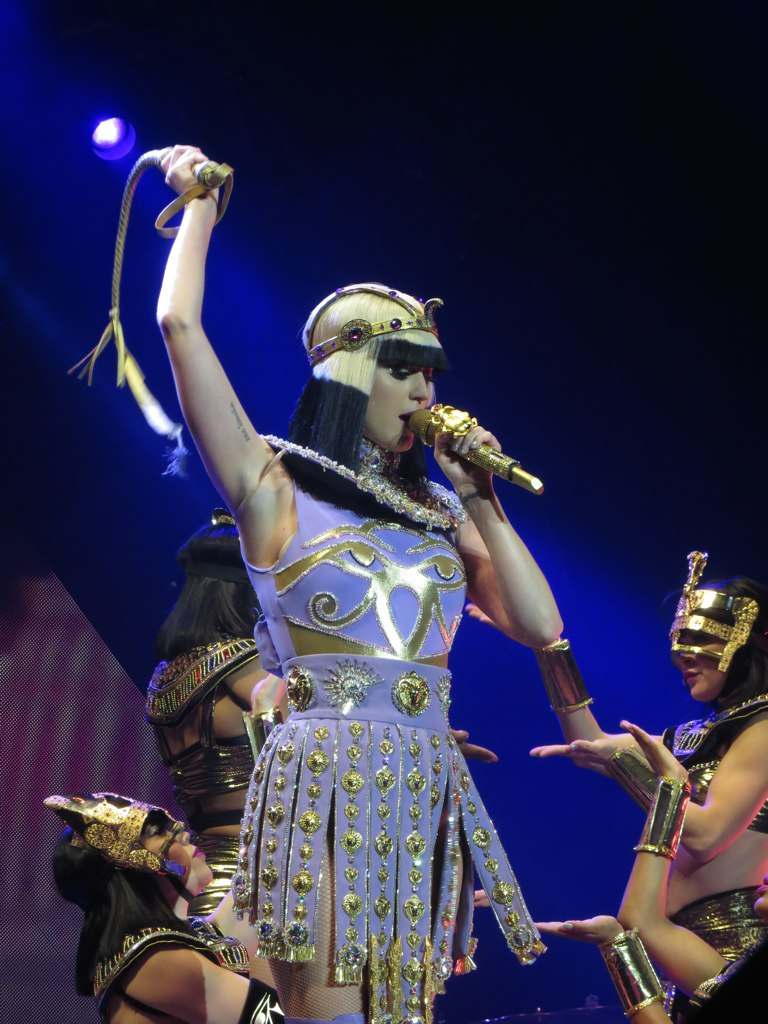
Performance da canção "Dark Horse", em maio de 2014.

A 29 de Julho de 2013, a cantora anunciou que seu quarto trabalho de originais, intitulado Prism, seria lançado a 22 de Outubro do mesmo ano. O anúncio foi feito através de um caminhão dourado que continha respectivamente o nome da artista, o título e a data de edição do projecto. No dia 20 de Agosto foi divulgado que devido à parceria de Perry com a marca Pepsi e o canal MTV, os seus fãs poderiam desbloquear os títulos, as letras e as amostras de duas faixas do álbum através da rede social Twitter. Após ouvirem os excertos, foi possível decidir qual destes números seriam lançados na íntegra antes da edição de Prism. "Dark Horse" e "Walking on Air" foram os dois temas revelados. Durante os MTV Video Music Awards de 2013, a primeira foi anunciada como a música mais votada, e disponibilizada na iTunes Store a 17 de Setembro. Três dias depois, Perry e Juicy J interpretaram a canção pela primeira vez durante o festival iHeartRadio Music em Las Vegas. A Capitol Records decidiu enviar a faixa como terceiro single de Prism para as rádios norte-americanas a 17 de Dezembro de 2013.

## Concepção e estilo musical
"Dark Horse" é uma canção que deriva do género musical pop, com influências hip-hop nas suas batidas. Os seus arranjos são concebidos através do uso de sintetizadores, bateria e vocais "habilmente trabalhados". Katy revelou que escreveu o tema com sua amiga Sarah Hudson e definiu-o como tendo um "sabor hip-hop meio urbano". A cantora descreveu os versos como "enfeitiçados e obscuros, como se uma bruxa estivesse a avisar um homem para que não se apaixonar por mim, mas que caso aconteça, eu serei a última". A música foi considerada como um "hino armadilha encaixe" com uma produção "extremamente simplista e encardida". Juicy J, em entrevista com a MTV News falou sobre a concepção e trabalho com a artista:
| “ | É realmente um génio, ela dirigiu-se à mesa de mistura e disse ao rapaz para mudar isto ou aquilo. Ela mete realmente as "mãos na massa" no seu próprio trabalho, ela conhece a música. | ” |

## Recepção pela crítica
A revista Spin elogiou a canção devido "aos seus ganchos e produção esculpida [de forma] lustrosa" e considerou que era "um sucesso óbvio", enquanto que outro editor, do portal Yahoo!, complementou com o seguinte: "A música possui influências do hip-hop, mas tem também um gancho pop antes de lançar-se ao refrão, embora se demore algum tempo a habituar-se a ele, e mesmo que seja digno o suficiente de ser um single autónomo, parece que irá permanecer apenas como uma faixa do álbum". Jenna Hally Rubenstein da MTV revelou que "Dark Horse" poderia "não ser sobre chapéus pretos, caldeirões, e outras coisas alusivas ao Halloween, mas é uma fatia de pop que soa como um claro afastamento do alegre e temático da selva por Katy Perry, Roar".
Jason Lipshutz, da Billboard, afirmou que os versos do trabalho "são construídos em torno de ritmos frios e amostras vocais elevadas", destacando ainda a passagem "Estás pronto para, pronto para / Uma tempestade perfeita, tempestade perfeita?". A Rolling Stone Brasil considerou que se "Roar" não demonstrava uma mudança "efectiva no som" da cantora, "Dark Horse" mostrava um "novo caminho" que discursa sobre "objectos mágicos e cenários fantásticos". Rebecca Macatee da E! Online considerou que a cantora interpreta "sedutoramente" os versos "Memoriza as minhas palavras / Este amor vai fazer-te levitar / "Como um pássaro / Como um pássaro sem uma gaiola / Mas cá em baixo na terra / Se optares por te ires embora, não vás".

## Desempenho nas tabelas musicais
| Tabela (2013–14)                                 | Melhor posição |
| ------------------------------------------------ | -------------- |
| África do Sul - Mediaguide                       | 5              |
| Alemanha - Media Control AG                      | 6              |
| Áustria - Ö3 Austria Top 75                      | 2              |
| Bélgica - Ultratop (Valónia)                     | 1              |
| Bulgária - BAMP                                  | 1              |
| Brasil (Brasil Hot 100 Airplay)                  | 27             |
| Brasil (Brasil Hot Pop Songs)                    | 4              |
| Canadá - Canadian Hot 100                        | 1              |
| Croácia - Airplay Radio Chart                    | 11             |
| Dinamarca - Tracklisten                          | 6              |
| Escócia - Scottish Singles Chart                 | 3              |
| Eslováquia - IFPI Slovenská Republika            | 16             |
| Espanha - PROMUSICAE                             | 9              |
| Estados Unidos - Billboard Hot 100               | 1              |
| Estados Unidos - Billboard Pop Songs             | 1              |
| Estados Unidos - Billboard Dance/Club Play Songs | 1              |
| França - SNEP                                    | 6              |
| Indonésia - Prambors Top 40                      | 4              |
| Irlanda - IRMA                                   | 3              |
| Itália - Federazione Industria Musicale Italiana | 6              |
| Luxemburgo - Luxembourg Digital Songs            | 1              |
| Nova Zelândia - NZ Top 40 Singles Chart          | 2              |
| Noruega - VG-lista                               | 2              |
| Países Baixos - Dutch Top 40                     | 1              |
| Polónia - Związek Producentów Audio Video        | 5              |
| Reino Unido - UK Singles Chart                   | 4              |
| Chéquia - IFPI Česká Republika                   | 2              |
| Suíça - Schweizer Hitparade                      | 4              |
| Suécia - Sverigetopplistan                       | 2              |
| Venezuela - Record Report                        | 2              |

| País           | Provedor       | Certificação |
| -------------- | -------------- | ------------ |
| Canadá         | Music Canada   | 5× Platina   |
| Dinamarca      | IFPI Dinamarca | Platina      |
| Estados Unidos | RIAA           | Diamante     |
| Nova Zelândia  | RMNZ           | 2× Platina   |
| Reino Unido    | BPI            | Platina      |
| Suécia         | GLF            | 4× Platina   |

## Histórico de lançamento
| País           | Data                   | Formato          | Editora discográfica |
| -------------- | ---------------------- | ---------------- | -------------------- |
| Mundo          | 17 de Setembro de 2013 | Descarga digital | Capitol              |
| Estados Unidos | 17 de Dezembro de 2013 | Rádio mainstream | Capitol              |
| Estados Unidos | 17 de Dezembro de 2013 | Rádio rhythmic   | Capitol              |

## Condenação por plágio
Em 30 de julho de 2019, Katy Perry foi condenada, no tribunal de Los Angeles de plágio da música “Joyful Noise”, do cantor de rap cristão Flame, pelo tema “Dark Horse”, de 2013.
A decisão unânime do júri, composto por nove membros cinco anos depois da acusação feita por Marcus Gray, nome verdadeiro do rapper Flame.
A fase da sentença vai determinar a quantia que Katy Perry terá de pagar pela violação dos direitos de autor.
Os jurados consideraram que todos os seis compositores e as quatro empresas que editaram e distribuíram as canções eram responsáveis, incluindo Perry – que não esteve presente – e Sarah Hudson, que escreveu letra, para além de Juicy J, que escreveu o rap.
A editora americana Capitol Records e os produtores de Katy Perry, Dr. Luke, Max Martin e Cirkut, foram, também, considerados os culpados no caso.
Os advogados do rapper Marcus Gray argumentaram que “a batida e a linha instrumental apresentada em metade da música ‘Dark Horse’ são, substancialmente, semelhantes às de ‘Joyful Noise'”.
Contudo, em março de 2020, após recorrer da aludida decisão, Katy e seu time reverteram a sentença de 1ª instância.